# مهدی قلی‌پور
مهدی قلی‌پور (زادهٔ ۲۸ بهمن ۱۳۶۰ تبریز) کوهنورد اهل ایران است که در ۲۰ مرداد ۱۳۹۵ با صعود به قلهٔ خان تنگری موفق به تکمیل صعودهای پنجگانۀ منطقهٔ شوروی پیشین شد و نشان پلنگ برفی را دریافت کرد.

## صعودها
- قله اسماعیل سامانی
- کورژنوسکایا
- قله پوبدا
- قله ابن سینا
- خان تنگری
- گاشربروم ۱
- گاشربروم ۲
- ماناسلو
- اوشبا
- لهوتسه
- نانگا پاربات
- اورست